# Глайсцеллен-Глайсхорбах
Глайсцеллен-Глайсхорбах (нем. Gleiszellen-Gleishorbach) — община в Германии, в земле Рейнланд-Пфальц. 
Входит в состав района Южный Вайнштрассе. Подчиняется управлению Бад Бергцаберн.  Население составляет 757 человек (на 31 декабря 2010 года). Занимает площадь 5,32 км².